# 1955 dans les parcs de loisirs
| Années des parcs de loisirs : 1952 - 1953 - 1954 - 1955 - 1956 - 1957 - 1958    |
| Décennies des parcs de loisirs : 1920 - 1930 - 1940 - 1950 - 1960 - 1970 - 1980 |

## Parcs d'attractions

### Ouverture
- Disneyland ( États-Unis) Ouvert au public le 17 juillet 1955.
- Parc Bagatelle ( France)

### Fermeture
- Ramona Park (en) ( États-Unis)
- Sunnyside Amusement Park ( États-Unis)
- Woodside Amusement Park (en) ( États-Unis)

## Attractions

### Montagnes russes
| Nom                       | Type/Modèle | Constructeur               | Parc                         | Pays       |
| ------------------------- | ----------- | -------------------------- | ---------------------------- | ---------- |
| Einschienenbahn           | Assise      |                            | Prater de Vienne             | Autriche   |
| High Speed Thrill Coaster | Junior      | Overland Amusement Company | Knoebels Amusement           | États-Unis |
| Jet Coaster               | Assise      | Togo                       | Tokyo Dome City Attractions  | Japon      |
| Wild Chipmunk             | Wild Mouse  | Miler Manufacturing (en)   | Lakeside Amusement Park (en) | États-Unis |

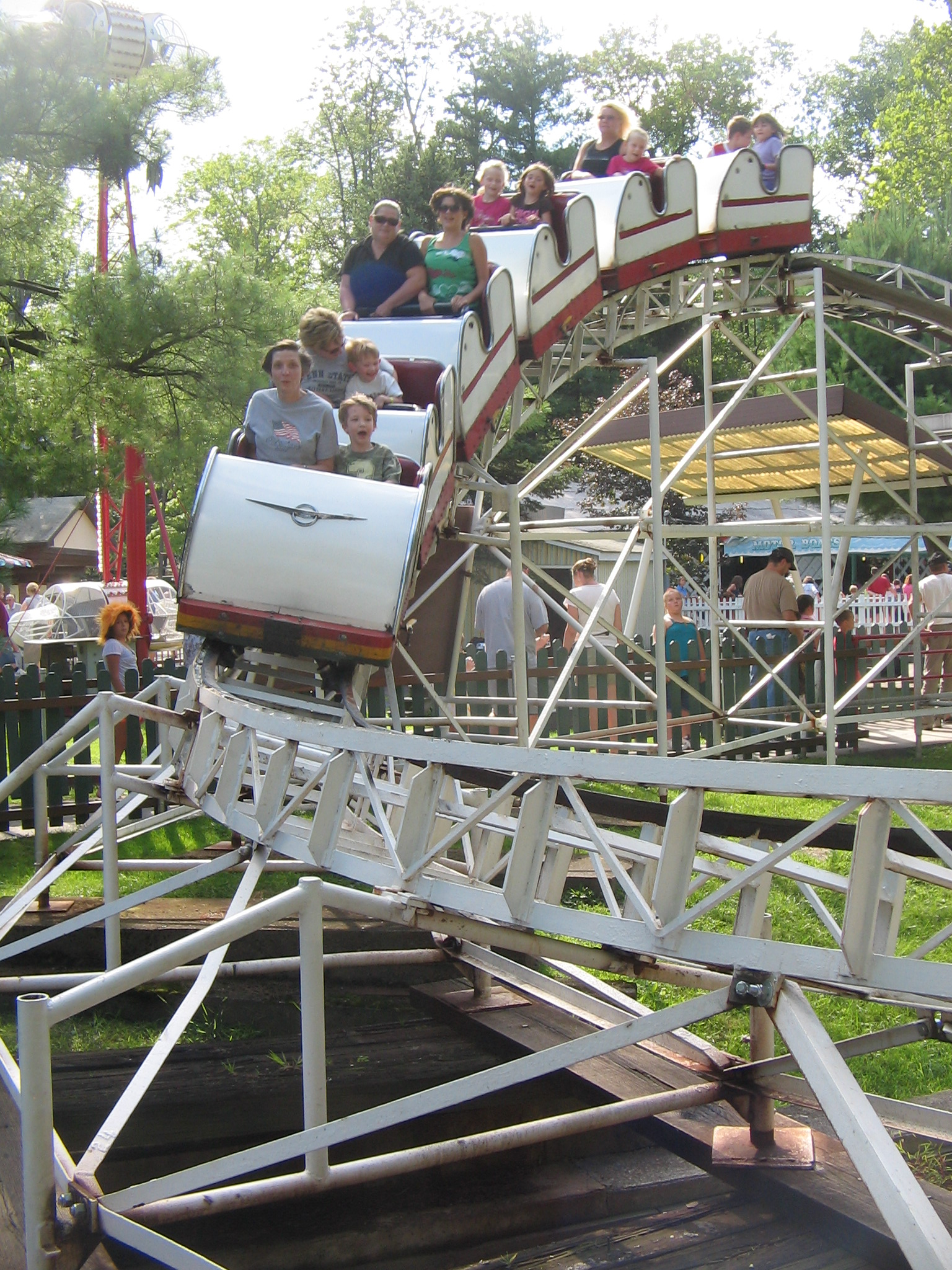
High Speed Thrill Coaster à Knoebels

### Autres attractions
| Nom                           | Type/Modèle          | Constructeur    | Parc       | Pays       |
| ----------------------------- | -------------------- | --------------- | ---------- | ---------- |
| Hansel et Gretel              | Bois des Contes      | Efteling        | Efteling   | Pays-Bas   |
| Canal Boats of the World      | Croisière scénique   | WED Enterprises | Disneyland | États-Unis |
| Casey Jr Circus Train         | Train                | WED Enterprises | Disneyland | États-Unis |
| Dumbo the Flying Elephant     | Manège d'éléphants   | WED Enterprises | Disneyland | États-Unis |
| Jungle Cruise                 | Croisière scénique   | WED Enterprises | Disneyland | États-Unis |
| King Arthur Carrousel         | Carrousel            | WED Enterprises | Disneyland | États-Unis |
| Mad Tea Party                 | Tasses               | WED Enterprises | Disneyland | États-Unis |
| Mark Twain Riverboat          | Croisière scénique   | WED Enterprises | Disneyland | États-Unis |
| Mr Toad's Wild Ride           | Parcours scénique    | WED Enterprises | Disneyland | États-Unis |
| Peter Pan's Flight            | Parcours scénique    | WED Enterprises | Disneyland | États-Unis |
| Snow White and her Adventures | Parcours scénique    | WED Enterprises | Disneyland | États-Unis |
| Tomorrowland Autopia          | Parcours de voitures | WED Enterprises | Disneyland | États-Unis |

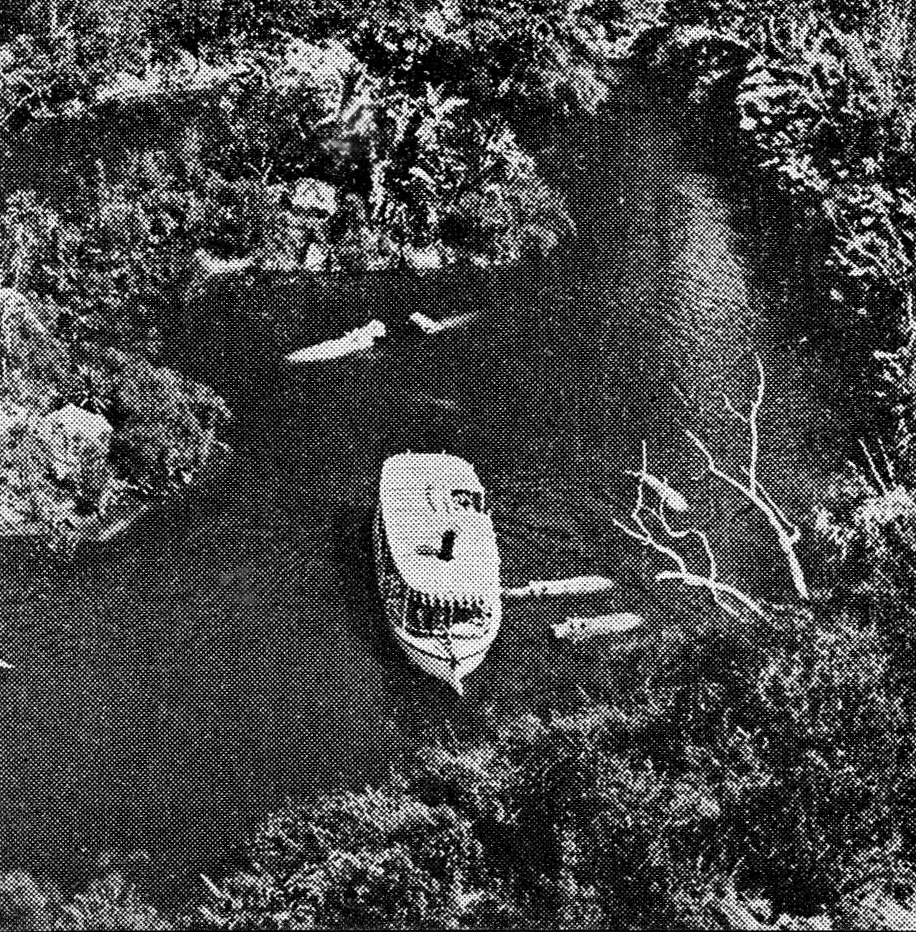
Jungle Cruise à Disneyland
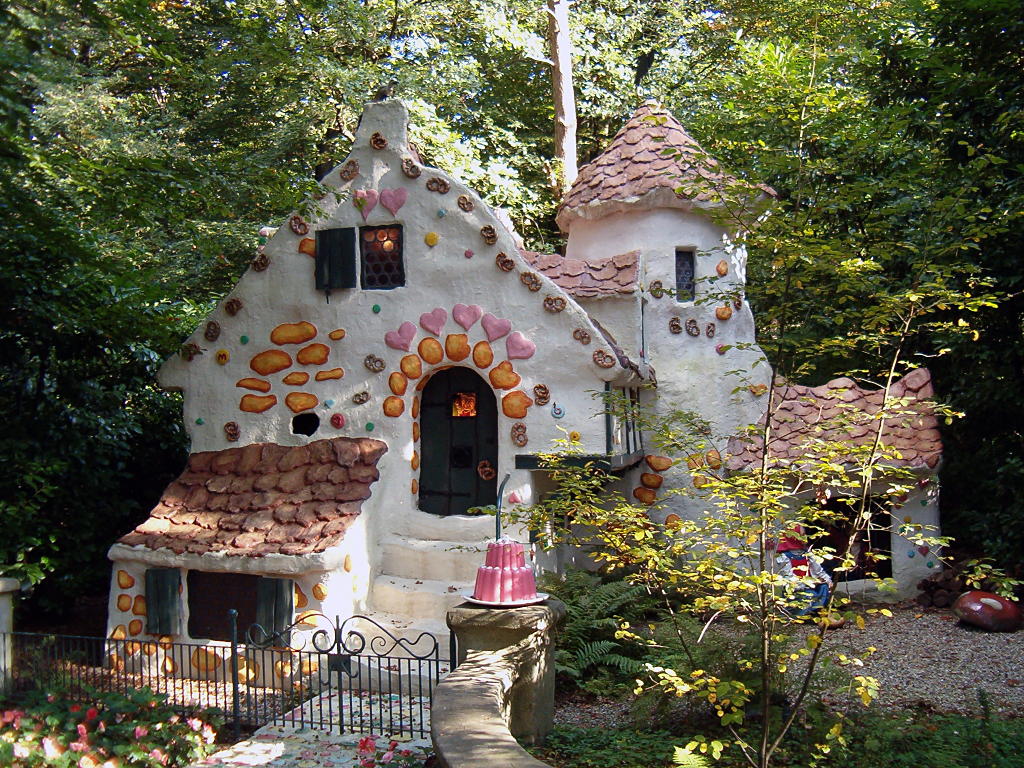
Hansel et Gretel dans le bois des Contes d'Efteling

## Hôtels
- Disneyland Hotel à Disneyland ( États-Unis)